# Grigorij Fiedotow
Grigorij Iwanowicz Fiedotow, ros. Григорий Иванович Федотов (ur. 11 kwietnia?/24 kwietnia 1916 we wsi Głuchowo, w guberni moskiewskiej, Imperium Rosyjskie, zm. 8 grudnia 1957 w Moskwie, Rosyjska FSRR, ZSRR) – rosyjski piłkarz, grający na pozycji napastnika, trener piłkarski.

## Kariera piłkarska

### Kariera klubowa
Miłość do sportu rozwinął jego nauczyciel kultury fizycznej Iwan Siergiejewicz Połozow. Po ukończeniu szkoły średniej zapisał się do fabrycznej szkoły zawodowej. Jako junior znakomicie wykazał się w meczu zespołu dorosłych wsi Głuchowo (stworzonego przez miejscową fabrykę włókienniczą) i miasta Elektrostal. W 1934 rozpoczął karierę piłkarską w Mietałłurgu Moskwa, gdzie szybko stał się ulubieńcem, mimo młodego wieku. Jego bardzo szybko zauważyli skauci innych klubów i w 1938 roku został zaproszony do CDKA Moskwa, gdzie natychmiast przebił się do pierwszej jedenastki i stał się czołowym napastnikiem drużyny.
27 października 1940 doznał fatalnej kontuzji ręki podczas meczu CDKA - Spartak Moskwa: w odpowiedzi na podanie piłki z lewej pobiegł za nią, ale w tym czasie ktoś z obrońców złapał go za ramię - siła inercji była tak wielka, że ramię wyskoczyło ze stawu. Skutki tego urazu Fiedotow odczuwał do końca życia. Od tamtego czasu grał z mocno nawijanym na rękę bandażem i próbował unikać kolizji. Jednak dzięki wielkiemu przyrodniemu talentu Grigorij Fiedotow i po zakończeniu wojny ojczyźnianej, dalej był jednym z najlepszych, występował przeważnie w roli dyrygenta, mimo tego, udało mu się zdobyć wiele goli.
W czasie wojny, jak większość graczy - oficerów, został wysłany do tyłu, był zaangażowany w ewakuacji innych obywateli, ochrony obiektów, itp. W 1943 roku zespół CDKA zebrał się ponownie i zaczął grać mecze z innymi klubami, a w 1945 roku wznowiono mistrzostwo ZSRR. Grigorij został wybrany kapitanem zespołu, a wraz z nim w ataku zaczął grać Wsiewołod Bobrow, razem stanowili główną siłę uderzeniową, która pomogła drużynie przez trzy kolejne lata zdobyć mistrzostwo i dwa razy Puchar ZSRR. W 1949 został najlepszym strzelcem zespołu i postanowił zakończyć swoją karierę piłkarską.

## Kariera zawodowa
Po zakończeniu kariery piłkarskiej przeszedł na stanowisko szkoleniowca w CDKA Moskwa. Przyczyną były przeniesione wcześniej kontuzje na boisku. Pracował asystentem trenera aż do śmierci w 1957 roku. Zachorował na grypę. Zmarł 8 grudnia 1957 w Moskwie, przyjmując kąpiel w swoim mieszkaniu. Wskrycie wykazało, że u Fiedotowa było całkowicie porażone jedne płuco. Został pochowany na cmentarzu Nowodiewiczim.
Po jego śmierci w 1958 roku klub CSKA ustanowił nagrodę imienia Grigorija Fiedotowa dla najbardziej rezultatywnego zespołu mistrzostw. A w latach 60. powstał Klub Grigorija Fiedotowa, który obejmował piłkarzy, którzy zdobyli nie mniej niż 100 bramek na najwyższym poziomie. W roku 1986 w mieście Nogińsk postawiono brązowe popiersie gracza. W 1994 r. został utworzony Fundusz dla wojskowych weteranów piłki nożnej imienia Grigorija Fiedotowa. We wsi Głuchowo otwarty muzeum Grigorija Fiedotowa, a na miejscowym stadionie postawiono mu pomnik. Jego imieniem nazwano stadion CSKA Moskwa.

## Sukcesy i odznaczenia

### Sukcesy klubowe
- mistrz ZSRR: 1946, 1947, 1948
- wicemistrz ZSRR: 1945, 1949
- brązowy medalista Mistrzostw ZSRR: 1939
- zdobywca Pucharu ZSRR: 1945, 1948
- finalista Pucharu ZSRR: 1944

### Sukcesy indywidualne
- król strzelców Mistrzostw ZSRR: 1939 (21 goli), 1940 (21 goli)
- wybrany do listy 33 najlepszych piłkarzy ZSRR: Nr 1 (1938), Nr 3 (1948)
- członek Klubu Grigorija Fiedotowa: 149 goli
- pierwszy piłkarz, który zdobył 100 goli w mistrzostwach ZSRR (Wyższa Liga).

### Odznaczenia
- tytuł Mistrza Sportu ZSRR
- tytuł Zasłużonego Mistrza Sportu ZSRR: 1940
- Order Czerwonego Sztandaru Pracy: 1957